# Diego Fiori
Pour les articles homonymes, voir Fiori.
 (juin 2017).
Diego Fulvio Fiori ou Diego Fiori, né à Rome le 20 octobre 1975, est un artiste, réalisateur et producteur de cinéma italien particulièrement actif dans le domaine de l’art vidéo, qui est connu  et reconnu notamment pour son court-métrage The Words hear the Light présenté en 2015 hors compétition au Festival de Cannes et récompensé par un prix de bronze pour le montage aux American Movie Awards.

## Biographie
Diego Fulvio se forme à l’Académie des Beaux-Arts de Rome et à l’Académie des Beaux-Arts de Brera à Milan où, entre autres, il est élève de Luciano Fabro ; il suit également les cours et lectio magistralis du philosophe Giorgio Agamben à la Université IUAV de Venise (Institut universitaire d'architecture).
La poétique de Pedro Costa, Jean-Marie Straub, Danièle Huillet, Vittorio De Seta, Michael Glawogger assume une signification particulière dans le parcours de Diego Fiori, ainsi que l’amitié avec le documentariste Luigi Di Gianni. Sa thèse : Le pouvoir sur les corps, le pouvoir du corps. L’art comme forme de résilience, écrite sous la direction de l’historienne de l’art Giovanna dalla Chiesa - avec qui il commence dès lors à collaborer - est publiée en 2015 dans la revue en langue allemande Texte : Psychoanalyse. Ästhetik. Kulturkritik sous le titre : Wissen Sie, das Volk fehlt– Zum Konzept der Resilienz.
Il fait ses premiers pas dans l’art vidéo en 2009 avec une trilogie intitulée : The Trilogy of Silence, composée de : Donate Silence, Birth and Death of Alter Ego et Last Classical Kiss, et récompensée par l’Award de bronze au Centre d’Art Contemporain de Laznia en Pologne. The Trilogy a, en outre, été présentée dans  plusieurs festivals de cinéma et manifestations artistiques en donnant le coup d’envoi à une saison fructueuse dans la production et la distribution de courts-métrages et d’art vidéo ,,,,,,.
De 2007 à 2010, il travaille à la Faculté d’Anthropologie (chaire d’Anthropologie sociale) à l’Université de Cassino et participe, dans le domaine du visuel, à plusieurs travaux de recherche. De 2010 à 2012 il est titulaire de la Chaire de sculpture à l’Académie des Beaux-Arts de Frosinone.
En 2016, le film-documentaire The Children of the Noon,, codirigé avec la réalisatrice Olga Pohankova est présenté au St. Louis International Film Festival (en), et récompensé, en avril 2017, par le Prix Coup de Cœur du Jury au Festival International du Film Panafricain de Cannes.
En 2017 il devient membre de l’Association Italienne des Scénographes, Costumiers, Décorateurs[réf. nécessaire].

## Filmographie (sélection)
Courts métrages
- 2009 : Last Classical Kiss (Trilogy of Silence)
- 2009 : Birth and Death of Alter Ego (Trilogy of Silence)
- 2009 : Donate Silence (Trilogy of Silence)
- 2011 : Rebus
- 2013 : Ciao Vettor!
- 2014 : 1+1 = una más
- 2015 : The Words Hear the Light
- 2017 : L'enigma del tempo

Longs métrages
- 2015 : Fiori di Strada - We Are Not the Crazy, producteur
- 2016 : The Children of the Noon

## Exposition
Ses œuvres ont été exposées dans de nombreuses galeries et expositions telles que :
- MUSAE -  Museo Urbano Sperimentale d’Arte Emergente, Milano (2010)[22];
- Musée national centre d'art Reina Sofía, Madrid (2011)[23];
- Ibn Arabi International Film Festival, Murcia (2011)[24];
- New Museum Los Gatos, Los Gatos (2012);
- Musée d'art latino-américain de Buenos Aires, Buenos Aires (2012)[25];
- Armory Center for the Arts, Pasadena(2013)[26];
- El Paso Museum of Art (2014)[27];
- International Film Petry Festival, Athènes (2014)[28];
- MAXXI - Musée national des arts du XXIe siècle, Rome (2015)[29],[30];
- Berlin Short Film Festival, Berlin (2015)[31];
- Aesthetica Art Prize, York (2015)[32];
- Shchusev Museum of Architecture, Mosca (2015)[33];
- Mykonos Biennale, Mykonos (2015)[34];
- Arquiteturas Film Festival, Lisbonne (2015)[35];
- Tehran University of Art, Téhéran (2016)[36];
- Bauhaus-Universität Weimar, Weimar (2016)[37];
- New York International Independent Film and Video Festival, New York (2016)[38];
- University of Oradea - Faculty of Arts, Oradea (2016)[39]
- Metro-Kino (Wien), Vienne (2016)[40];
- Seattle's True Independent Film Festival, Seattle (2016)[41];
- Université Saint John de York, York (2016)[42]
- Globe International Silent Film Festival, Michigan (2017)[43];
- Con-temporary Art Observatorium, Venise (2017)[44]
- Festival de films documentaires Enfances dans le monde - Bureau international catholique de l'enfance, Paris, France (2017)[45]
- Barbican Centre, Londres (2017)[46];

## Récompenses et distinctions (sélection)
- 2010 - In Out Filmfestival
  - Silver Award catégorie Best Film pour Trilogy of Silence[47]
- 2014 - Mumbai Shorts International Film Festival
  - Certificate of Excellence catégorie Experimental pour Rebus
- 2015 - International Independent Film Awards
  - Silver Award catégorie Experimental Short Film pour 1+1 = una más
- 2015 - Accolade Global Film Competition[48].
  - Award of Excellence catégorie Best Experimental Film pour The Words Hear the Light
- 2015 - Best Shorts Competition[49]
  - Award of Excellence catégorie Experimental Film pour The Words Hear the Light
- 2015 - The IndieFest Film Awards[50]
  - Award of Excellence catégorie Best Experimental Film pour The Words Hear the Light
- 2016 - American Movie Awards
  - Marquee Award catégorie Best Editing pour The Words Hear the Light
- 2016 - WorldFest-Houston
  - Bronze Remi Award catégorie Independent Experimental Awards: Dramatic pour The Words Hear the Light
- 2016 - Nevada International Film Festival[51]
  - Gold Reel Award Winner pour Fiori di Strada - We Are Not the Crazy
- 2016 - International Independent Film Awards
  - Gold Winner catégorie Documentary Feature pour Fiori di strada - We Are Not the Crazy
- 2016 - Canada International Film Festival
  - Royal Reel Prize catégorie Documentary Feature Competition pour Fiori di Strada - We Are Not the Crazy
- 2016 - International Euro Film Festival[52],[53]
  - Jury Prize catégorie Best Social Denunciation Film pour Fiori di strada - We Are Not the Crazy
- 2017 - American Movie Awards
  - Special Marquee Award pour The Children of the Noon